# Comet Feuerwerk

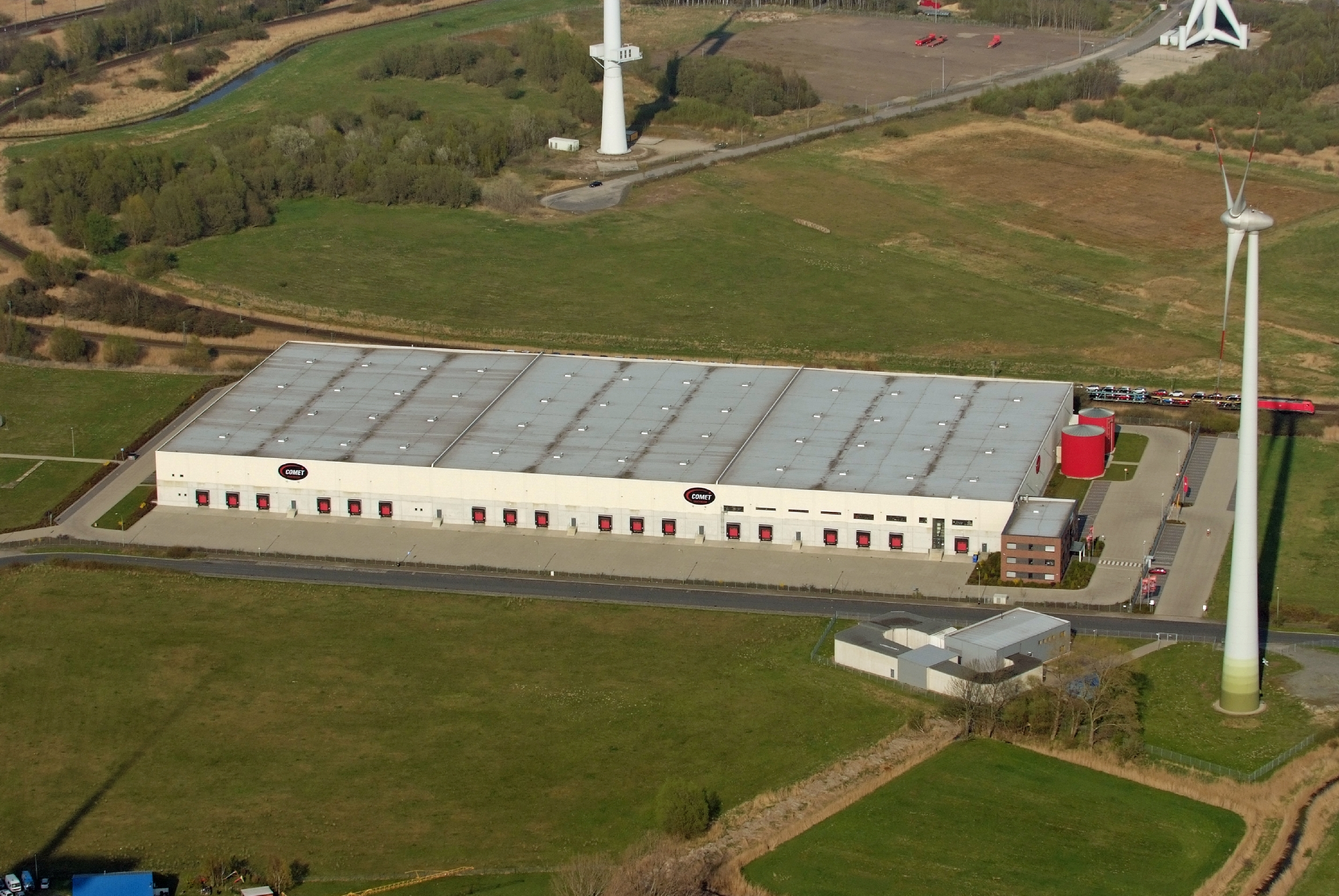
Das Comet-Logistikzentrum am Überseering in Bremerhaven. (2013)

Comet Feuerwerk ist ein Unternehmen der pyrotechnischen Industrie mit Sitz in Bremerhaven. Comet importiert und vertreibt Feuerwerkskörper.
Comet Feuerwerk firmiert seit 2003 als Comet Feuerwerk GmbH und ist seit dem 12. Januar 2005 ein Tochterunternehmen des in Hongkong ansässigen internationalen Handelskonzerns Li & Fung, das seit 115 Jahren traditionell im  Feuerwerksbereich aktiv ist. Li & Fung wurde 1906 gegründet. Die konzerninterne Schwesterfirma, Shiu Fung Fireworks, fungiert als Bindeglied innerhalb des Unternehmensnetzwerks.
Zuvor gehörte das Unternehmen zum Nürnberger Rüstungskonzern Diehl und produzierte Feuerwerk, Signalmunition für die Luft- und Schifffahrt sowie Übungsmunition für die Bundeswehr. Standorte waren das Werk in Bremerhaven auf dem ehemaligen Donar-Werksgelände und ab 1999 nach der Übernahme von Piepenbrock Pyrotechnik auch die ehemalige Pyrotechnische Fabrik Feistel im rheinland-pfälzischen Göllheim. Heute unterhält das Unternehmen keinen deutschen Produktionsstandort mehr.
Nachdem Comet im Frühjahr 2013 aufgrund des Wegfalls eines bedeutenden Großabnehmers noch Kurzarbeit anmelden musste, übernahm das Unternehmen im August 2013 im Rahmen eines Asset Deals den Geschäftsbereich Feuerwerk des ehemaligen Wettbewerbers FKW Keller GmbH.
Damit liegt Comet Feuerwerk mit einem Marktanteil von ca. 30 Prozent auf Platz zwei hinter Marktführer Weco Feuerwerk. Bis 2002 war das Unternehmen Marktführer in Deutschland. Comet erwirtschaftet in den drei Verkaufstagen vor Silvester fast 95 Prozent seines Jahresumsatzes.
Als einer der größten Anbieter von Feuerwerk in Deutschland ist Comet Mitglied im Verband der pyrotechnischen Industrie.

## Produktion
Das Unternehmen arbeitet mit BSCI- und SA8000-zertifizierten Fabriken und betreibt eine der größten Entwicklungsabteilungen der Branche in China. Qualitätssicherungsmaßnahmen in Deutschland und China gewährleisten eine hohe Produktsicherheit. Die Herstellung erfolgt unter Einhaltung internationaler Standards, darunter die Normen der Internationalen Organisation für Normung (ISO) sowie die Vorschriften der Bundesanstalt für Materialforschung und -prüfung (BAM). 
Das Unternehmen ist nach DIN EN ISO 9001:2015 zertifiziert und erfüllt die Anforderungen der EU-Richtlinie 2013/29/EU (Modul E). Manuelle Qualitätsprüfungen erfolgen auf firmeneigenen Testgeländen in China mit einer Fläche von 1.800 Quadratmetern und auf einem 45.000 Quadratmeter großen Testareal in Bremerhaven. Zu den Prüfungen gehören Wärmetests, Untersuchungen der Verpackungsbrennbarkeit, Bruchstabilitätstests im Transportsimulator und Lautstärkemessungen.

## Logistik
Comet verfügt in Bremerhaven über das größte Logistikzentrum der Branche mit einer Fläche von 25.000 Quadratmetern und 18 Andocktoren. Das Areal bietet Platz für rund 40.000 Palettenstellplätze für pyrotechnische Produkte. Das Unternehmen beliefert nach eigenen Angaben mehr als 30.000 Verkaufsstellen in ganz Deutschland.

## Innovation
2006 führte das Unternehmen deutschlandweit das erste Verbundfeuerwerk ein. 2007 bot es das erste Fernzündsystem für Feuerwerkskörper an. 2008 wurde die erste Feuerwerkskombination mit über 500 Gramm Explosivstoffmasse auf den Markt gebracht. 2009 etablierte das Unternehmen das "Explosive System Power" (ESP)-Verbundsystem. Seit 2019 bietet das Unternehmen mit der "Silence Line" auch ein Sortiment an leiseren Feuerwerkskörpern.

## Nachhaltigkeit
Das Unternehmen nutzt verschiedene Maßnahmen zur Reduktion von CO2-Emissionen. 2024 konnten durch die Nutzung klimaneutralen Stroms 176 Tonnen CO2 eingespart werden. Durch klimaneutrales Erdgas konnten weitere 122 Tonnen CO2 kompensiert werden. Zudem beteiligte sich Comet am Dualen System (Noventiz Dual) und erreichte von 2021 bis 2024 eine Reduktion von etwa 636 Tonnen CO2. Durch das Recycling von Verpackungsmaterialien konnten bis zu 2.197 Tonnen Material eingespart werden von 2021 bis 2023.
Zusätzlich verfolgt das Unternehmen eine nachhaltige Neuausrichtung im Umgang mit Plastik. Nach eigenen Angaben können mittlerweile 99 Prozent der rund 600 Artikel nahezu plastikfrei angeboten werden. Dies betrifft sowohl die Produktbestandteile als auch deren Verpackung. Beispielsweise wurden Plastik-Raketenspitzkappen, Plastik-Standfüße von Fontänen und Plastik-Anzündschnurabdeckungen durch biologisch abbaubare Materialien ersetzt. Durch dieses – auch branchenübergreifende – Engagement konnte das Unternehmen eine internationale Vorreiterrolle im Bereich biologisch abbaubaren Feuerwerks übernehmen.